# St. Johannis (Rahden)

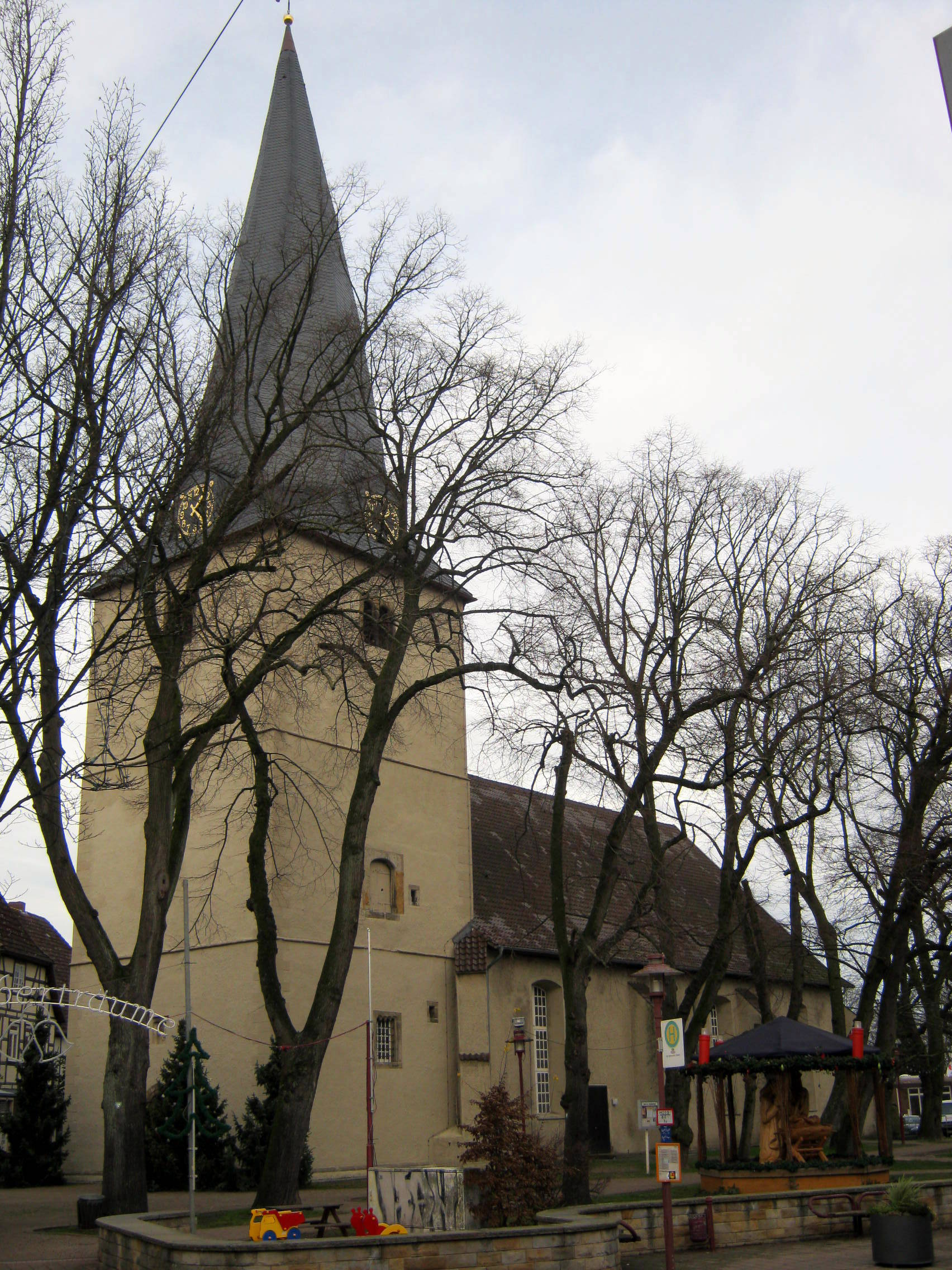
St.-Johannis-Kirche von Süden

Die Kirche St. Johannis in Rahden ist die Pfarrkirche der Evangelisch-lutherischen Kirchengemeinde Rahden. Sie gehört zum Kirchenkreis Lübbecke der Evangelischen Kirche von Westfalen.
Das heutige Kirchengebäude geht auf das 14. Jahrhundert zurück und wurde in den folgenden Jahrhunderten mehrmals umgebaut.

## Geschichte
Die ersten schriftlichen Erwähnungen des Kirchspiels Rahden stammen aus der zweiten Hälfte des 13. Jahrhunderts, aus der Amtszeit des Mindener Bischofs Volkwin V. von Schwalenberg. In dieser Zeit muss in Rahden schon ein Kirchengebäude existiert haben, über dessen Baugeschichte nichts bekannt ist.

### Baugeschichte

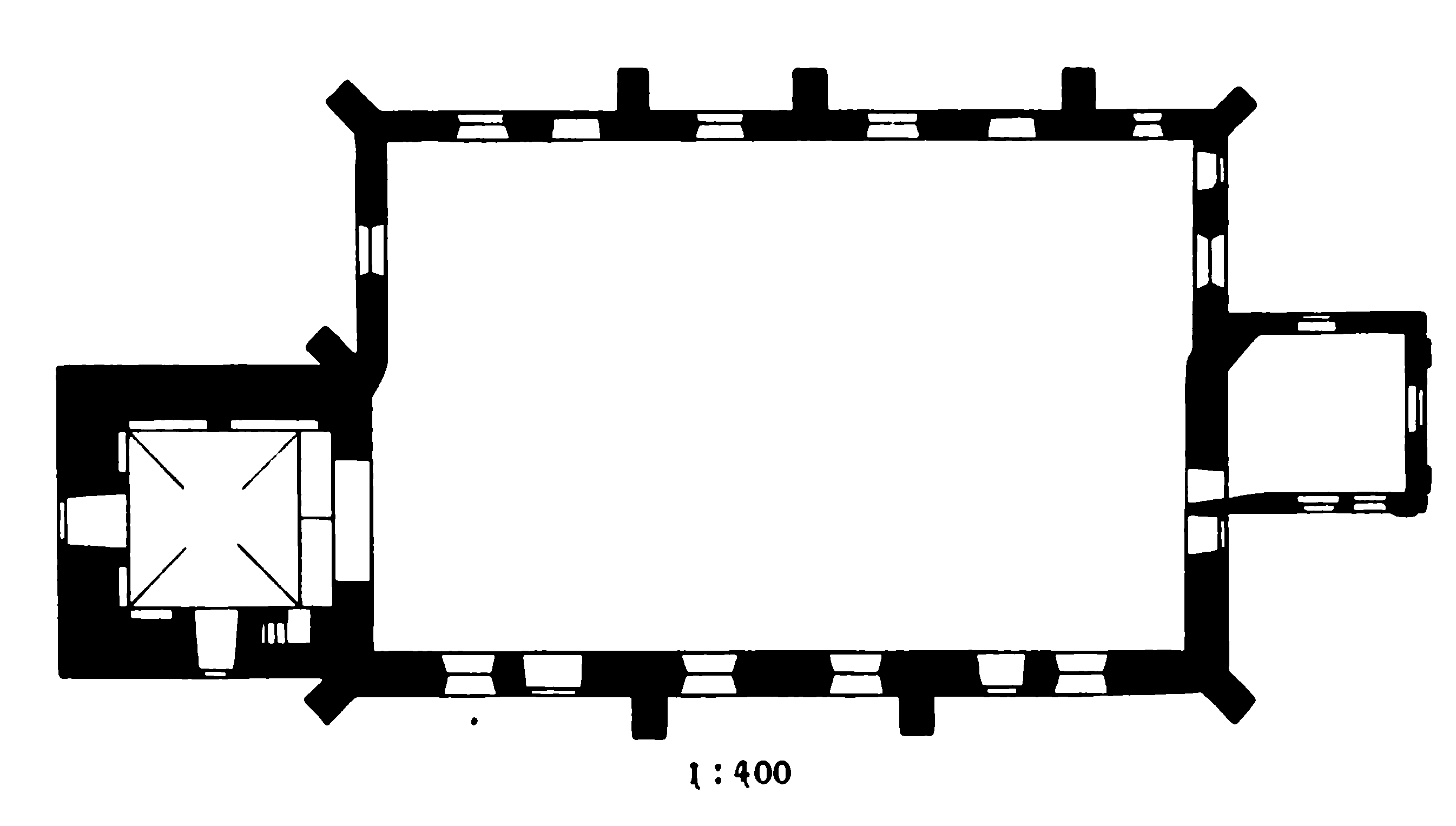
Grundriss

1353 ließ Bischof Gerhard I. von Schauenburg eine rechteckige, dreijochige Saalkirche im gotischen Stil erbauen. Dabei wurde der Westturm des Vorgängerbaus aus dem 13. Jahrhundert zunächst erhalten. 1581 wurde der Turm renoviert und erhöht, der Durchgang zum Kirchenschiff wurde mit für die Renaissance typischen Beschlagwerkornamenten ausgestattet.
1660 wurde das Kirchenschiff nach Norden erweitert. Dabei wurde das Gewölbe entfernt und die drei gotischen Schlusssteine an einer Sakristei eingemauert, die an die Ostseite des Langhauses angebaut wurde. Süd- und Ostwand der gotischen Kirche wurden beibehalten. 1789 erfolgte wegen Baufälligkeit eine Renovierung, bei der nur die Umfassungsmauern erhalten blieben.
Die Fenster am Kirchenschiff sind flachbogig, die Schalllöcher am Turm rundbogig. Das Portal an der Westseite des Turms ist ebenfalls rundbogig und trägt eine Inschrift von der Renovierung 1581. Über dem Portal befindet sich eine Nische mit einem Wappen und Figuren.

### Ausstattung
Das älteste in der Kirche erhaltene Stück ist ein sechzehneckiger gotischer Taufstein aus dem 14. Jahrhundert. Ein geschnitztes Taufbecken stammt aus dem späten 17. Jahrhundert. Drei bronzene Renaissance-Kronleuchter wurden ebenfalls im 17. Jahrhundert hergestellt.
Der überwiegende Teil des Interieurs ist jedoch bei der Renovierung 1789 im frühklassizistischen Stil gestaltet worden. Aus dieser Zeit stammen der Kanzelaltar und der Orgelprospekt, der noch barocke Elemente zeigt.

## Fledermausquartier und FFH-Gebiet
Der Dachboden der Kirche ist 2004 als FFH-Gebiet Kirche in Rahden mit Wochenstube des Großen Mausohr mit einer Größe von 0,06 ha ausgewiesen worden. Auf dem Dachboden der Kirche befindet sich eine Wochenstube der Fledermausart Großes Mausohr (Myotis myotis).